# 安德里亚·塞拉
安德里亚·塞拉（1961年—）是一位意大利裔英国化学家和播客，伦敦大学学院无机化学教授，毕业于多倫多大學和牛津大学贝利奥尔学院，专攻稀土元素，2014年获伦敦皇家学会迈克尔·法拉第奖。